# Crutcher Rock
Der Crutcher Rock ist ein 1375 m hoher Nunatak im westantarktischen Ellsworthland. In der Gruppe der Yee-Nunatakker ragt er 10 km südsüdwestlich des Staack-Nunatak auf.
Das Advisory Committee on Antarctic Names benannte ihn 1987 nach dem US-amerikanischen Kartografen Mont C. Crutcher, der sich von 1974 bis 1975 mit dem Ross-Schelfeis, der Amundsen-Scott-Südpolstation, dem Byrd-Gletscher und Dome Charlie befasste.